# Radical 15
El radical 15, representado por el carácter Han 冫, es uno de los 214 radicales del diccionario de Kangxi. En mandarín estándar es llamado 冫部　(bīng bù «radical hielo»), en japonés es llamado 冫部, ひょうぶ　(hyōbu), y en coreano 빙(byeong). 
El radical «hielo» aparece casi siempre en el lado izquierdo caracteres a los que pertenece (por ejemplo en el símbolo 冷). En algunos pocos casos, aparece en la parte inferior del carácter, ligeramente modificado, como en el carácter 冬. Este radical suele aparecer en caracteres cuyo significado está relacionado con el frío o la congelación (por ejemplo: 冷 —frío—, 冬 —invierno—). El radical 15 proviene del carácter 冰, que significa literalmente «hielo». En algunos otros casos se convirtió en la simplificación del radical 氵 (como en la simplificación de 沖 con 冲 o de 決 con 决). Se debe tomar en cuenta que no todo carácter con el símbolo 冫 como parte de él está clasificado bajo el radical «hielo». Por ejemplo el carácter 次, originalmente se encontraba clasificado bajo el radical 7 (二). Al adquirir la forma que tiene actualmente, quedó clasificado bajo el radical 76.

## Nombres populares
- Mandarín estándar: 兩點水, liǎng diǎn shuǐ, «agua con par de puntos».
- Coreano:이수병부, isu byeong bu «radical “byeong”-dos aguas».
- Japonés: 二水（にすい）, nisui, «agua-dos».
- En occidente: Radical «hielo».

## Caracteres con el radical 15
| trazos | carácter                         |
| ------ | -------------------------------- |
| + 0    | 冫                               |
| + 1    | 习                               |
| + 3    | 冬 冭 冮 冯                      |
| + 4    | 冰 冱 冲 决 冴                   |
| + 5    | 况 冶 冷 冸 冹 冺                |
| + 6    | 冻 冼 冽 冾 冿 净                |
| + 7    | 凁 凂 凃                         |
| + 8    | 凄 凅 准 凇 凈 凉 凊 凋 凌 凍 凎 |
| + 9    | 减 凐 凑                         |
| + 10   | 凒 凓 凔 凕 凖                   |
| + 11   | 凗                               |
| + 12   | 凘                               |
| + 13   | 凙 凚 凛 凜                      |
| + 14   | 凝 凞                            |
| + 15   | 凟                               |

## Galería
| Estilos antiguos                                 | Estilos antiguos                  | Estilos antiguos                        | Estilos antiguos                   | Estilos antiguos                   | Estilos empleados actualmente       | Estilos empleados actualmente  | Estilos empleados actualmente    | Estilos empleados actualmente   | Estilos empleados actualmente  |
|                                                  |                                   |                                         |                                    |                                    |                                     | 冫                             |                                  |                                 |                                |
| 甲骨文 jiǎgǔwén (escritura de huesos oraculares) | 金文 jīnwén (escritura de bronce) | 简帛 jiǎnbó (escritura de bambú y seda) | 篆文 zhuànwén (escritura de sello) | 篆文 zhuànwén (escritura de sello) | 隸書 lìshū (estilo de los escribas) | 楷書 kǎishū (estilo regular)   | 楷書 kǎishū (estilo regular)     | 行書 xǐngshū (estilo corriente) | 草書 cǎoshū (estilo de hierba) |
| 甲骨文 jiǎgǔwén (escritura de huesos oraculares) | 金文 jīnwén (escritura de bronce) | 简帛 jiǎnbó (escritura de bambú y seda) | 大篆 dàzhuàn (sello grande)        | 小篆 xiǎozhuàn (sello pequeño)     | 隸書 lìshū (estilo de los escribas) | 繁體／繁体 fántǐ (tradicional) | 简体／簡體 jiǎntǐ (simplificado) | 行書 xǐngshū (estilo corriente) | 草書 cǎoshū (estilo de hierba) |